# Rábapatona, Győr-Moson-Sopron
Rábapatona  este un sat în districtul Győr, județul Győr-Moson-Sopron, Ungaria, având o populație de 2.428 de locuitori (2011). 

## Demografie
Componența etnică a satului Rábapatona
     Maghiari (98,47%)
     Necunoscut (0,13%)
     Alții (1,4%)
Componența confesională a satului Rábapatona
     Romano-catolici (76,48%)
     Fără religie (2,8%)
     Reformați (1,57%)
     Luterani (1,52%)
     Necunoscută (17,34%)
     Atei (0,29%)
     Alte religii (0,25%)
Conform recensământului din 2011, satul Rábapatona avea 2.428 de locuitori. Din punct de vedere etnic, majoritatea locuitorilor (98,47%) erau maghiari. Apartenența etnică nu este cunoscută în cazul a 0,13% din locuitori.  Din punct de vedere confesional, majoritatea locuitorilor (76,48%) erau romano-catolici, existând și minorități de persoane fără religie (2,8%), reformați (1,57%) și luterani (1,52%). Pentru 17,34% din locuitori nu este cunoscută apartenența confesională.